# 1899 Crommelin
Az 1899 Crommelin (ideiglenes jelöléssel 1971 UR1) a Naprendszer kisbolygóövében található aszteroida. Luboš Kohoutek fedezte fel 1971. október 26-án.